# Eudactylina acanthii
Eudactylina acanthii is een eenoogkreeftjessoort uit de familie van de Eudactylinidae. De wetenschappelijke naam van de soort is voor het eerst geldig gepubliceerd in 1901 door Scott A..